# Пейзаж с красными пятнами
«Пейзаж с красными пятнами» (англ. Landscape with Red Spots, итал. Paesaggio con macchie rosse, нем. Landschaft mit roten flecken) — абстрактная картина русского художника Василия Кандинского, написанная в 1913 году в двух версиях. Первая из них находится в музее Фолькванг в Эссене федеральной земли Северный Рейн-Вестфалия Германии, a вторая в Коллекции Пегги Гуггенхайм в Венеции.

## История
С 1909 года до начала Первой мировой войны Кандинский и его спутница, художница Габриэле Мюнтер, проводили лето в Мурнау-ам-Штаффельзее на окраине Баварских Альп. Деревенская церковь Святого Николая и ее выдающаяся круглая башня несколько раз фигурируют на пейзажных картинах, выполненных художником за время его пребывания там. По мере развития стиля Кандинского в абстрактный экспрессионизм изображения церкви и её окрестностей постепенно становились менее фигуративными и более абстрактными.

## Описание
На обеих рассматриваемых картинах, очень похожих по композиции, но разных по размеру, церковная башня вытянута в виде геометрической фигуры к самому краю холста, а горы позади уменьшены до монохромных треугольников. У подножия башни находятся одноименные красные пятна.